# Ballynafagh Lake SAC
Ballynafagh Lake SAC este o arie protejată (arie specială de conservare — SAC, sit de importanță comunitară — SCI) din Irlanda întinsă pe o suprafață de 45,49 ha, integral pe uscat.

## Localizare
Centrul sitului Ballynafagh Lake SAC este situat la coordonatele 53°17′59″N 6°47′29″W / 53.299715°N 6.791318°V.

## Înființare
Situl Ballynafagh Lake SAC a fost declarat sit de importanță comunitară în august 2000 pentru a proteja 7 specii de animale. Situl a fost protejat și ca arie specială de conservare în noiembrie 2018.

## Biodiversitate
Situată în ecoregiunea atlantică, aria protejată conține 2 habitate naturale: Mlaștini turboase de tranziție și turbării mișcătoare, Mlaștini alcaline.
La baza desemnării sitului se află mai multe specii protejate:
- păsări (5): rață pitică (Anas crecca), rață mare (Anas platyrhynchos), lebădă de iarnă (Cygnus cygnus), culic mare (Numenius arquata), nagâț (Vanellus vanellus)
- nevertebrate (2): fluturele auriu (Euphydryas aurinia), Vertigo moulinsiana

Pe lângă speciile protejate, pe teritoriul sitului au mai fost identificate 1 specie de amfibieni, 5 specii de nevertebrate.